# Grewia peekelii
Grewia peekelii är en malvaväxtart som beskrevs av Karl Ewald Maximilian Burret. Grewia peekelii ingår i släktet Grewia och familjen malvaväxter. Inga underarter finns listade i Catalogue of Life.